# Stegopontonia commensalis
Stegopontonia commensalis is een garnalensoort uit de familie van de Palaemonidae. De wetenschappelijke naam van de soort is voor het eerst geldig gepubliceerd in 1906 door Giuseppe Nobili. De soort werd ontdekt in de atol Hao  in  de Tuamotuarchipel, op de zee-egel Echinothrix turcarum (=Echinothrix diadema).